# Фосс, Гарриет
Гарриет Фосс (англ. Harriet Foss, полное имя Harriet Campbell Foss; около 1860, Мидлтаун — 1938, Дариен) — американская художница и педагог.
Работала как маслом, так и пастелью; свои картины подписывала «H. Campbell Foss», чтобы избежать предубеждений против женщин-художников.

## Биография
Родилась в 1860 году в Мидлтауне, штат Коннектикут, в семье методистского священника Арчибальда Кэмпбелла Фосса, преподававшего в Уэслианском университете.
Отец умер в 1869 году, когда вся семья путешествовала по Европе; его жена с тремя детьми вернулась в Соединённые Штаты. Здесь Гарриет окончила Академию Уилберхема (Wilberham Academy) и в течение одного года посещала Колледж Смита. Затем продолжила художественное образование в Cooper Union, где училась у Джулиана Уира. Начиная с конца 1880-х годов Гарриет Фосс в течение пяти лет жила в Париже, обучаясь там у Альфреда Стивенса и посещая классы Вильяма Бугро в Академии Жюлиана, а также у Гюстава Куртуа в Академии Коларосси.

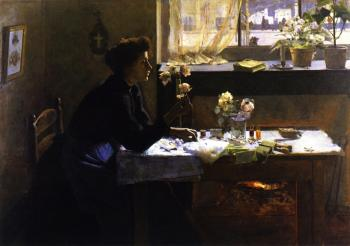
Картина The Flower Maker

Выставлялась в парижском Салоне в 1887 году и в 1892 году. Вернувшись в Нью-Йорк, представила свои работы в Национальной академии дизайна в 1890 и 1892 годах. Преподавала рисунок и живопись в женском колледже Балтимора, ныне Гаучер-колледж, с 1892 по 1895 год. В 1899 году показала свои произведения в Королевской академии в Лондоне и выступила с речью в Париже. Выставляла свои работы во Дворце изящных искусств (ныне Музей науки и промышленности) на Всемирной Колумбийской выставке 1893 года в Чикаго, штат Иллинойс.
Начиная с 1905 года Фосс держала собственную студию в Нью-Йорке, а также в своём доме Стэмфорде, штат Коннектикут. В 1909 году она переехала в Дарьен, став активистом лиги Seven Art League.
Умерла 29 июня 1938 года в городе Дарьен, штат Коннектикут.
Картина Гарриет Фосс 1892 года «The Flower Maker» была включена в 1987 году в первую выставку Национального музея женского искусства «American Women Artists 1830—1930».